# Johannes Wasielewski
Johannes Wasielewski (* 22. September 1997 in Halle (Saale)) ist ein deutscher Handballspieler.

## Karriere
Johannes Wasielewski spielte in der Jugend für den SC Magdeburg und anschließend in der 2. Mannschaft. Im Dezember 2016 wechselte er mit sofortiger Wirkung zum Zweitligaaufsteiger Dessau-Roßlauer HV. 2019 wechselte er zum Ligakonkurrenten TV Emsdetten. Nach zwei Jahren verpflichtete ihn 2021 die HSG Nordhorn-Lingen. Aufgrund von Verletzungen am Fuß und an der Wurfhand erhielt er in der Saison 2021/22 noch wenig Spielanteil. Zur Saison 2024/25 wechselte er zum Erstligaabsteiger Bergischer HC.

## Privat
Sein Bruder Maximilian Wasielewski spielt ebenfalls Handball.